# Anarak
Anarak (pers. انارك) – miasto w Iranie, położone na południowym skraju Wielkiej Pustyni Słonej, w ostanie Isfahan. Liczy ok. 20 tys. mieszkańców (1994).
Teren bogaty w liczne złoża naturalne (miedź, węgiel kamienny, ołów, nikiel, antymon, baryt, cynk).